# Adriana Calcanhotto
Adriana da Cunha Calcanhotto (Porto Alegre, 3 ottobre 1965) è una cantante e compositrice brasiliana.
È una delle principali rappresentanti della MPB (Música Popular Brasileira).
Le sue composizioni raggruppano diversi stili che vanno dal samba al rock, passando per la bossa nova, il funk, il pop e le ballate.

## Biografia
Adriana è figlia di un batterista di musica jazz, Carlos Calcanhotto, di origine italiana, di Volpago del Montello in provincia di Treviso (il cognome originale era Calcagnotto, poi trasformato secondo la grafia portoghese) e di una ballerina brasiliana, Morgada Assumpção Cunha. A sei anni riceve in regalo dal nonno il suo primo strumento musicale: una chitarra, che subito inizia a suonare studiando nel frattempo anche canto. Subisce diverse influenze musicali (MPB) e letterarie (modernismo brasiliano). È affascinata dal movimento culturale "antropofago" di cui fanno parte tra gli altri gli scrittori Oswald de Andrade e Tarsila do Amaral.
Inizia la carriera artistica suonando in locali come il Fazendo Artes e il Porto de Elis. Ha anche scritto per il teatro prima di iniziare l'attività di concertista e di partecipare a festival in tutto il paese. Il primo disco Enguiço ottiene un ottimo successo, da esso viene tratto il singolo Naquela Estação, è l'epoca in cui viene paragonata a Elis Regina.
Il suo secondo lavoro è Senhas del 1992, nell'album spiccano Esquadros e Mentiras.

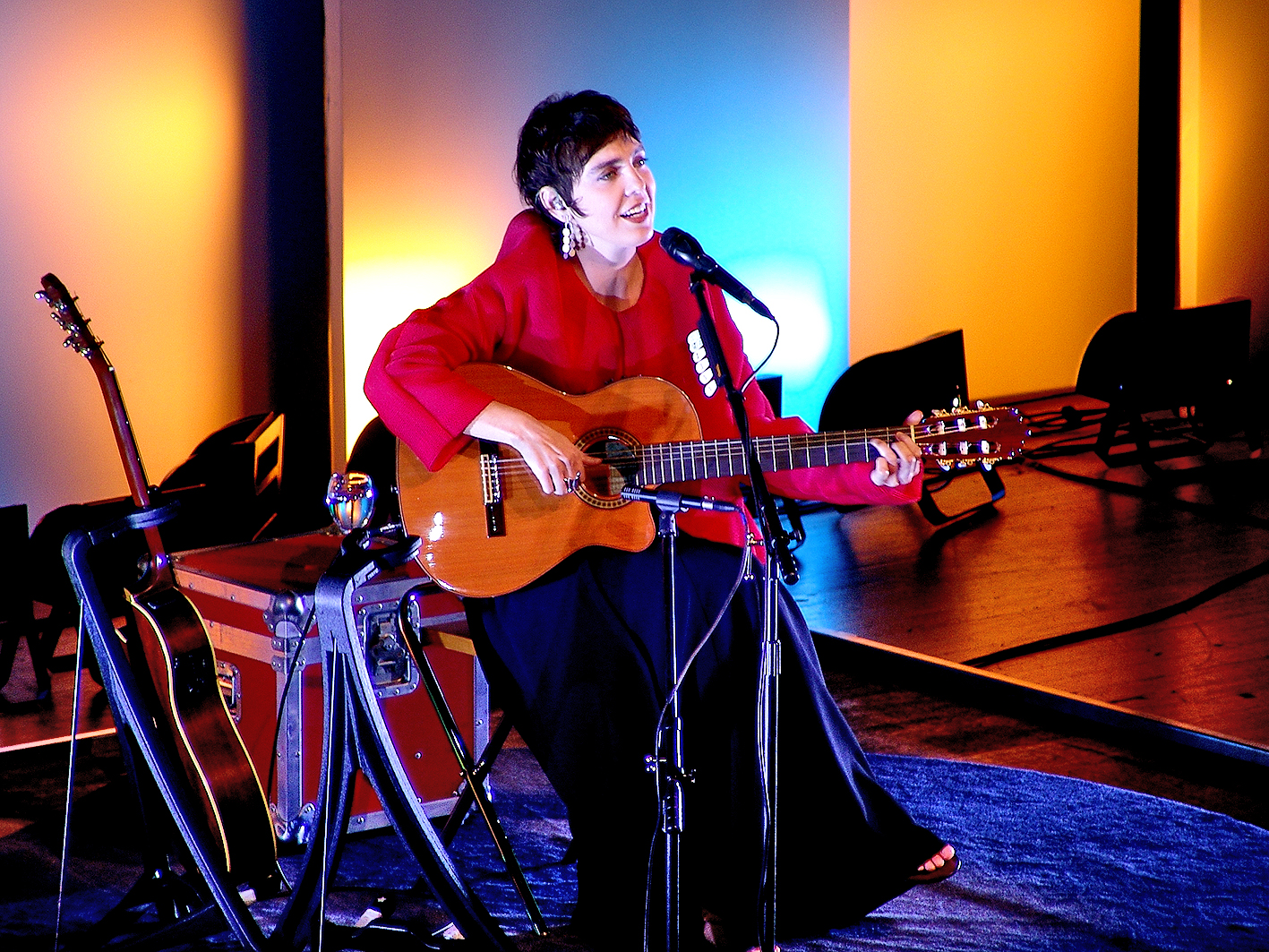
Adriana Calcanhotto durante un concerto nel 2006

Nel 1994 esce A fábrica do poema, un album sperimentale che include poesie di Augusto de Campos, Gertrude Stein e collaborazioni con Waly Salomão, Arnaldo Antunes, Antônio Cícero e Jorge Salomão. Il disco, l'ultimo in vinile, presenta capolavori come Metade e Inverno.
La fatica successiva fu Maritimo, album che propone incursioni nella musica dance (Pista de dança, Parangolé Pamplona), samples (Vamos comer Caetano) e la riproposizione di un classico, Quem vem pra beira do mar di Dorival Caymmi. Il pezzo di maggior successo del disco è Vambora.
Nella stessa epoca (1996) mette in musica una poesia del poeta portoghese Mário de Sá Carneiro: O outro, successivamente inserito nella raccolta Público (2000).
Nel 2004, usando lo pseudonimo di Adriana Partimpim (che è il soprannome con cui il padre la chiamava da bambina), pubblica il disco omonimo, una raccolta di canzoni dedicate all'infanzia.
Nel 2006 partecipa all'album Onda tropicale di Fiorella Mannoia duettando nel brano A Felicidade, cui segue nel 2008 Maré, comprendente pezzi celebri di Musica Popolare Brasiliana (MPB), tra cui i più interessanti sono Mulher Sem Razão e Três, di diversi autori.
Nel 2011 pubblica O Micróbio Do samba, un disco interamente dedicato al samba contenente sia brani scritti da lei sia cover di altri autori. L'anno successivo viene pubblicato un live (cd/dvd) dal titolo Multishov ao Vivo: Microbio Vivo.
Nel 2015 ha pubblicato un cd e un dvd dal titolo Loucura, registrati dal vivo il 4 dicembre 2014 a Porto Alegre, nel corso di una serata speciale dedicata al cantante e compositore Lupicínio Rodrigues.

## Vita privata
Adriana Calcanhotto è stata sposata con la regista Suzana de Moraes (morta nel 2015), figlia del poeta e compositore Vinícius de Moraes. Le due si sono unite in matrimonio nel 2011, dopo molti anni di convivenza. Tra il 2021 e il 2022 Adriana è stata sentimentalmente legata all'attrice Maite Proença.

## Discografia
- Enguiço (1990)
- Senhas (1992)
- A Fábrica do Poema (1994)
- Maritmo (1998)
- Público - (Ao Vivo) (2000)
- Cantada (2002)
- Perfil - Adriana Calcanhotto (2003)
- Adriana Partimpim (2004)
- Adriana Partimpim - O Show (2005)
- Maré (2008)
- Adriana Partimpim Dois (2009)
- O Micróbio Do Samba (2011)
- Microbio vivo (2012)
- Partimpim Tlês (2012)
- Olhos de onda (Ao vivo) (2014)
- Loucura (Ao vivo) (2015)
- Margem (2019)
- Só (2020)